# Sif Atladóttir
Sif Atladóttir (født 15. juli 1985) er en islandsk fodboldspiller, der spiller for Damallsvenskan klubben Kristianstads DFF og Island.

## Karriere
Sif begyndte sin karriere som angriber, men senere blev hendes foretrukne plads som forsvarer. Hun forlod den islandske klub Valur for at spille for det tyske hold 1. FC Saarbrücken vintersæsonen 2009–10. I 2011 skiftede hun til Kristianstads DFF, efter at Saarbrücken rykkede ned.
Hun fik debut med Islands A-landshold i et 2–1 nederlag til Italien ved Algarve Cup i marts 2007. Hun har deltaget i EM i fodbold 2009, 13 og 17.

## Privatliv
Sif er datter af Atli Eðvaldsson, forhenværende anfører og træner for Islands fodboldlandshold. Hun blev født i Tyskland, mens hendes far spillede for Fortuna Düsseldorf.